# Max Syrbe
Max Syrbe (* 2. März 1929 in Leipzig; † 21. September 2011 in Karlsruhe) war ein deutscher Physiker. Er war Präsident der Fraunhofer-Gesellschaft.

## Leben
Max Syrbe besuchte in seiner Geburtsstadt Leipzig das Königin-Carola-Gymnasium. Er studierte Physik in Frankfurt am Main und wurde 1953 promoviert in angewandter Physik, Regelungstechnik. Danach begann er seine Industriekarriere als Entwicklungs- und Projektingenieur bei Brown, Boveri & Cie. (BBC) in Mannheim. Im Jahr 1964 übernahm er den Vorsitz des Instituts für Schwingungsforschung (ISF). 1968 verließ er BBC und trat dem nach Karlsruhe verlegten ISF, jetzt das Fraunhofer-Institut für Optronik, Systemtechnik und Bildauswertung, als Direktor bei. 1971 wurde Max Syrbe zum stellvertretenden Vorsitzenden der Hauptkommission der Fraunhofer-Gesellschaft gewählt. Seiner Initiative ist es zu verdanken, dass ein Konzept zur Forschungs- und Ausbauplanung erarbeitet wurde, das die Grundlage für die Weiterentwicklung der Fraunhofer-Gesellschaft lieferte. Er vertrat die erfolgsabhängige Vertragsforschung für Wirtschaft und öffentliche Hand als geeignete Basis für die Fraunhofer-Gesellschaft in ihrer Eigenschaft als Trägerorganisation der angewandten Forschung in der Bundesrepublik. 1983 wählte ihn die Fraunhofer-Gesellschaft zu ihrem Präsidenten, einem Amt, das er bis 1993 innehatte. 1975 wurde er von der Fakultät für Informatik der Universität Karlsruhe (TH) zum Honorarprofessor berufen.
Er war Mitglied der Vorstände/Präsidien des VDI, der Arbeitsgemeinschaft INTERKAMA, der VDI/VDE-Gesellschaft Mess- und Regelungstechnik und der Gesellschaft für Informatik. Er wirkte in Kuratorien von Unternehmen, Sachverständigengremien und Beiräten mit, um Wissenschaft, Technik und Innovation zu fördern.

## Ehrungen
Syrbe wurde zum Vorsitzenden des Kuratoriums der Steinbeis-Stiftung gewählt und wurde später Ehrensenator der Albert-Ludwigs-Universität Freiburg.
- 1993: Ehrendoktorwürde der Gerhard-Mercator-Universität Duisburg
- 1993: Ehrensenator der Albert-Ludwigs-Universität Freiburg
- 1989: Großer Verdienstorden der Bundesrepublik Deutschland
- ----: Bayerischer Verdienstorden
- ----: Verleihung der Fraunhofer-Büste (Höchste Auszeichnung der Fraunhofer-Gesellschaft)
- ----: Ehrenmitglied der Fraunhofer-Gesellschaft
- ----: Max-Syrbe-Saal am Fraunhofer-Institut für Optronik, Systemtechnik und Bildauswertung
- 2009: Löhn-Preis – Transferpreis der Steinbeis-Stiftung als Sonderpreis[2]